# Lynx F.C.
Lynx F.C. – gibraltarski klub piłkarski z siedzibą w Gibraltarze. Obecnie gra w Gibraltar National League.

## Historia
Chronologia nazw:
- 2007–...: Lynx F.C.

Lynx F.C. został założony w 2007 roku w Gibraltarze. Od początku właścicielem klubu jest Albert Parody. W sezonie 2007/08 zespół startował w Division 3. Chociaż zajął 8.miejsce następny sezon rozpoczął w Division 2. W sezonie 2009/10 został mistrzem II dywizji i zdobył historyczny awans do Division 1. W debiutowym sezonie zajął ostatnie miejsce i spadł do Division 2. W sezonie 2011/12 został mistrzem drugiej ligi i powrócił do National League. W edycji 2012/13 zajął 4.miejsce, a w 2013/14 trzecie. W sezonie 2014/15 ponownie zajął 3.miejsce. Następne dwa sezony to 5. i 6. lokata. W sezonie 2017/18 zajął 9.miejsce i wygrał baraże o utrzymanie z F.C. Olympique 13. W kolejnej edycji zdobyli 7.miejsce.

## Skład na sezon 2019/2020
Stan na: 20 grudnia 2019 r.
| Nr | Poz. | Piłkarz             |
| -- | ---- | ------------------- |
| 1  | BR   | Bradley Banda       |
| 12 | BR   | Adrián Mariscal     |
| 4  | OB   | Brad Power          |
| 5  | OB   | Hrvoje Bukvić       |
| 14 | OB   | Mario Ruesca        |
| 15 | OB   | Ryan Dean           |
| 20 | OB   | Gabriel Gonzalez    |
| 88 | OB   | Bauti               |
| 3  | PO   | Dexter Panzavechia  |
| 7  | PO   | Mohamed Badr Hassan |
| 8  | PO   | Ed Kokorović        |
| 10 | PO   | Jaydan Parody       |

| Nr | Poz. | Piłkarz          |
| -- | ---- | ---------------- |
| 11 | PO   | Antonio González |
| 22 | PO   | Jesse Victory    |
| 23 | PO   | Kevin Moran      |
| 33 | PO   | Estiven          |
|    | PO   | Krištjan Firkelj |
| 9  | NA   | Alberto Valdivia |
| 16 | NA   | Michael Gracia   |
| 19 | NA   | Marko Marciuš    |

## Sukcesy

### Trofea międzynarodowe
Nie uczestniczył w rozgrywkach europejskich (stan na 31-05-2019).

### Trofea krajowe
| \| \| Zdobyte trofea w rozgrywkach Gibraltaru (stan na: 31-05-2019) \| |                                                               |      |                           |
| Rozgrywki                                                              | Osiągnięcie                                                   | Razy | Sezon(y)                  |
| · Mistrzostwo                                                          | I miejsce                                                     | 0    |                           |
| · Mistrzostwo                                                          | II miejsce                                                    | 0    |                           |
| · Mistrzostwo                                                          | III miejsce                                                   | 2    | 2013/14, 2014/15          |
| Puchar                                                                 | zdobywca                                                      | 0    |                           |
| Puchar                                                                 | finalista                                                     | 1    | 2014/15                   |
| Puchar                                                                 | ćwierćfinalista                                               | 3    | 2007/08, 2013/14, 2016/17 |
| Puchar Ligi                                                            | zdobywca                                                      | 0    |                           |
| Puchar Ligi                                                            | finalista                                                     | 0    |                           |
| Puchar Ligi                                                            | półfinalista                                                  | 1    | 2013/14                   |
| II liga                                                                | I miejsce                                                     | 1    | 2009/10                   |
| II liga                                                                | II miejsce                                                    | 0    |                           |
| II liga                                                                | III miejsce                                                   | 0    |                           |
| Gibraltar                                                              | Zdobyte trofea w rozgrywkach Gibraltaru (stan na: 31-05-2019) |      |                           |

## Stadion
Klub rozgrywa swoje mecze domowe tak jak inne drużyny gibraltarskie na Victoria Stadium w Gibraltarze, który może pomieścić 2,249 widzów.